# Gnidia
Gnidia es un género de plantas de la familia Thymelaeaceae, con 254 especies.

## Especies seleccionadas
- Gnidia aberrans
- Gnidia acerosa
- Gnidia acutifolia